# Strong Island
Pour plus de détails, voir Fiche technique et Distribution.

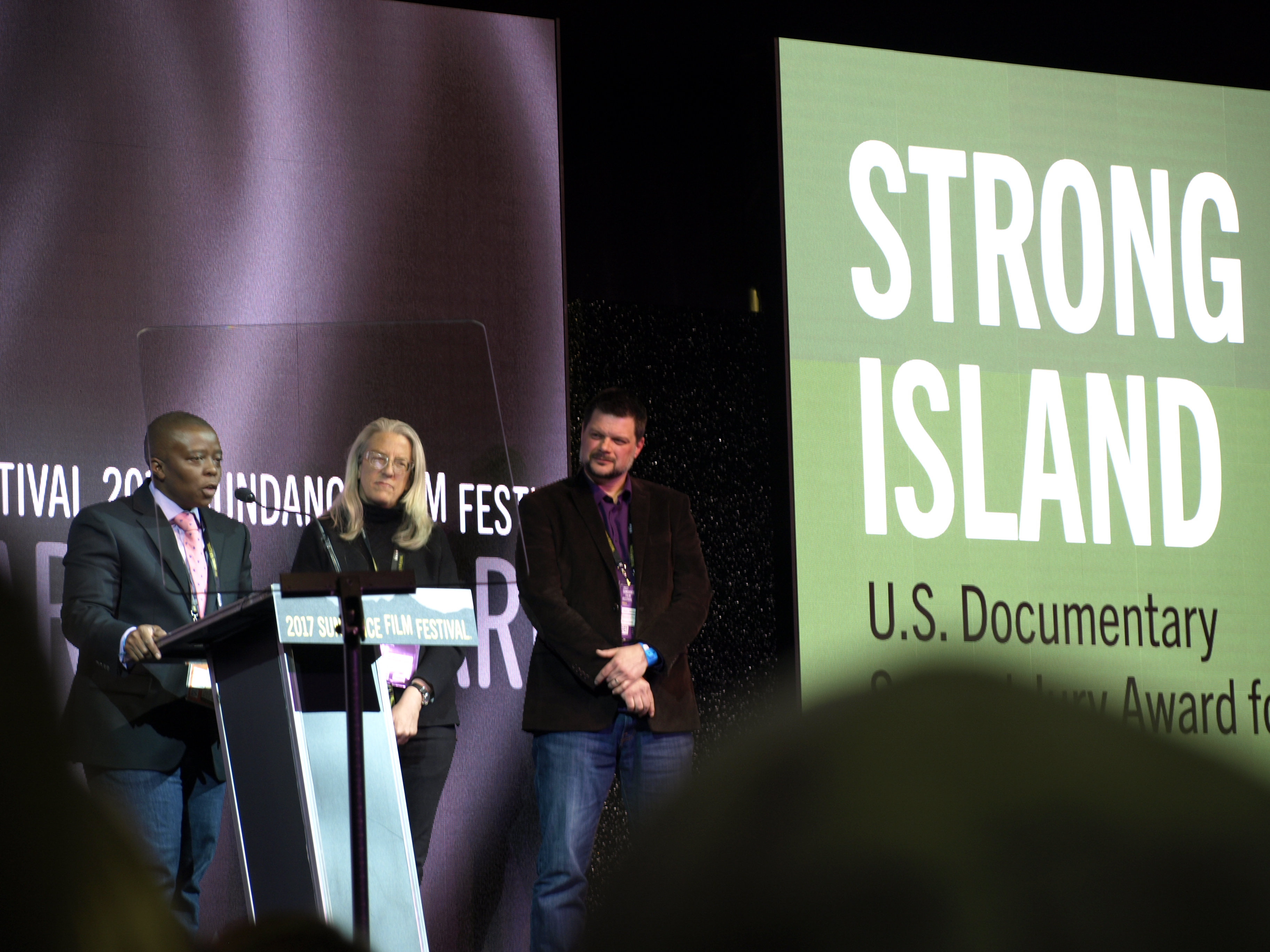
Présentation du Film Strong Island par Yance Ford

Strong Island est un film américain réalisé par Yance Ford, sorti en 2017.

## Synopsis
Yance Ford revient sur le meurtre de son frère, William, un jeune professeur Américain de 24 ans, professeur à New York, assassiné en avril 1992 par Mark P. Reilly, un mécanicien blanc de 19 ans. À l'époque, un jury entièrement blanc du comté de Suffolk l'avait innocenté au motif de la légitime défense.

## Fiche technique
- Titre : Strong Island
- Réalisation : Yance Ford
- Musique : Hildur Guðnadóttir et Craig Sutherland
- Photographie : Alan Jacobsen
- Montage : Janus Billeskov Jansen et Shannon Kennedy
- Production : Joslyn Barnes, Yance Ford et Esther Robinson
- Société de production : Yanceville Films, Louverture Films et Final Cut for Real
- Pays :  États-Unis et  Danemark
- Genre : Documentaire
- Durée : 107 minutes
- Dates de sortie : 
  - Netflix : 15 septembre 2017

## Distinctions
Le film a été nommé à l'Oscar du meilleur film documentaire.